# Simulium hukaense
Simulium hukaense är en tvåvingeart som beskrevs av Sechan 1983. Simulium hukaense ingår i släktet Simulium och familjen knott. Inga underarter finns listade i Catalogue of Life.